# Висковатовы
Висковатовы (также Висковатые) — древний русский дворянский род.

## Происхождение и история рода
Польский историк, знаток истории Московской Руси, в своих изысканиях, отверг версию о происхождении Висковатых от князей Мещерских и выводит их из среды детей боярских.
Официальная версия: считаются происходящими от князя Михаила Дмитриевича Висковатова-Мещерского, воеводы великого князя Василия Ивановича. Сын его, Висковатов, Иван Михайлович  — дьяк, управлял Посольским приказом и был печатник, посол в Данию (1562), владел вотчинами и поместьями в Коломенском и Переяславском уездах, казнён в Москве (25 июля 1570). Третьяк Михайлович служил по Боровску и написан в Дворовой тетради (1537), упоминается в походе царя из Нижнего Новгорода в качестве сына боярского у коня (1549), упомянут на свадьбе царя Семиона (1554), казнён в Москве вместе с женою (1570), упомянут в синодике опальных.
Семён Висковатов владел вотчиной в Московском уезде (ранее 1627), женат на Авдотье Фёдоровне Свибловой. Рыльский сын боярский Василий Висковатов упомянут (1636), а также упомянут недрыгайловец Тихон Висковатов, который женился на замужней и бежал в Литву (1651).
Киприян Михайлович и Григорий Степанович владели населёнными имениями (1699).

## Описание герба
Официально Высокопожалованного герба рода Висковатых не имеется.
Опочецкий и порховский помещик, майор, Иван Гаврилович Висковатов предоставил (1798) в Псковское губернское правление единственное доказательство дворянства своих предков - копию "с разкрашенного герба", сопровожденного описанием и свидетельством трех лиц, о том что сей герб из давних лет от предков Висковатых употреблялся.
Герб имел следующее оригинальное описание: "Татарин в кольчуге с копьем и щитом в коем видны монограммы Б.К.Л.М.Ш. означает родоначальника Беклемиша. Корона вверху герба значит происхождение от князей, а арматура военное состояние родоначальника Висковатых означенного Беклемиша, золотое в нижней части щита изображает происхождение его из Золотой Орды, а крест, от коего лучи ударяют в луну в верхней части щита изображенной, означает крещение его Беклемиша из магометанской веры в христианскую".
Герольдией в дворянстве утверждены потомки:
- секунд-майора Ивана Висковатова и его сына, драматурга Степана Ивановича (Псковской губернии, II часть родословной книги)
- генерал-лейтенанта Александра Васильевича Висковатова (Санкт-Петербургской губернии, II часть родословной книги).

## Известные представители
- Висковатов, Александр Васильевич (1804—1858) — русский военный историк. Его дети:
  - Висковатов, Константин Александрович (1837—1906) — управляющий архивом Государственного совета.
  - Висковатов, Павел Александрович (1842—1905) — историк литературы.
  - Висковатов, Валериан Александрович (1845—1886) — российский писатель, переводчик, педагог, ботаник.